# Paul Verheyleweghen
Pierre Paul Verheyleweghen, né le 8 novembre 1858 à Auderghem (jadis commune de Watermael-Boitsfort), est un homme politique belge. 
Il sortit premier échevin des élections communales de 1895. Il le restera du 1er janvier 1896 jusqu’à 1907. Durant cette période, il a présidé toutes les séances du collège échevinal vu que le bourgmestre désigné Jean Vanhaelen n’avait plus la confiance de la majorité. 
Il démissionna le 3 mai 1907 du conseil communal et de son mandat d’échevin afin de pouvoir être nommé (le premier) commissaire de police de la commune.
Il exerça cette fonction jusqu’en 1926, année de sa démission (âgé de 68 ans). 
Il fut élu à nouveau conseiller communal le 1er janvier 1927. 
Il mourut pendant son mandat, le 12 juin 1930.
Depuis le 10 février 1933 l'avenue Paul Verheyleweghen à Auderghem porte son nom.